# Hydraena simplicata
Hydraena simplicata (лат.) — вид жуков-водобродок рода Hydraena из подсемейства Hydraeninae. Назван по простой форме эдеагуса.

## Распространение
Встречаются на Мадагаскаре.

## Описание
Водобродки мелкого размера (около 1,4 мм), удлинённой формы. Основная окраска коричневая. Верх красновато-коричневый. Голова темнее переднеспинки; переднеспинка светлее надкрылий; ноги светло-коричневые; дистальная ½ последнего пальпомера максиллярных щупиков не темнее других. Голова с наличником мелко и редко пунктированные, латерально очень слабо микроретикулированные; лоб более крупно латерально более крупнопунктированный, чем медиально. По общему габитусу и форме метавентральных бляшек сходен с Hydraena mahavavona; отличается от него более выпуклыми надкрыльями и общей окраской. Эдеагусы этих двух видов заметно различаются. Дистальная часть основной части эдеагуса варьирует по правому краю, дистальная часть довольно мала, а гонопор обычно расположен на конце гибкого флагеллума. Взрослые жуки, предположительно, как и близкие виды, растительноядные, личинки плотоядные.

## Классификация
Вид был впервые описан в 2017 году американским энтомологом Philip Don Perkins (Department of Entomology, Museum of Comparative Zoology, Гарвардский университет, Кембридж, США) по типовым материалам с острова Мадагаскар. Включён в состав подрода Monomadraena и видовой группы Hydraena (Monomadraena) simplicata.